# Bohemia Suburbana
Cet article possède un paronyme, voir Bohemia.
Bohemia Suburbana est un groupe guatémaltèque de rock alternatif, originaire de Guatemala City. Les membres actuels sont Giovanni Pinzón (chant), Álvaro Rodríguez (guitare/clavier), Juancarlos Barrios (guitare), José Pedro Mollinedo (batterie), et Josué García (basse). Ils ont joué dans différents pays, comme les États-Unis (New York, New Jersey, Connecticut, Maryland, Virginie, Washington, Houston, Dallas, Los Angeles et Puerto Rico), le Costa Rica, El Salvador, le Honduras et le Guatemala.
Après avoir été nommé aux Latin Grammy Awards en 2010, Bohemia Suburbana enregistre un cinquième album, Imaginaria Sonora.

## Biographie

### Débuts
Bohemia Suburbana est formé à Guatemala City en mars 1992 par Juancarlos Barrios (guitare), José Pedro Mollinedo (batterie), Giovanni Pinzón (chant) et Juan Luis Lopera (basse, Colombie). En 1993, le groupe publie son premier album, Sombras en el Jardín, en format cassette audio, sous le label Primera Generación Records. En 1994, le claviériste et guitariste péruvien Álvaro Rodriguez se joint à eux. La même année, Primera Generación Records répond à la popularité grandissante du groupe avec la sortie d'un compact disc de Sombras en el jardín.
En 1994, Mollinedo quitte le groupe et Alex Lobos se joint à eux. En 1995, Bohemia Suburbana traverse Miami, en Floride,  pour enregistrer et produire leur prochain album. L'album, Mil Palabras con sus dientes, est publié sous le label RadioVox. L'album comprend les morceaux Yo te vi et Peces e iguanas. La popularité de Bohemia Suburbana explose hors du Guatemala et de l'Amérique centrale. Le morceau Peces e iguanas devient un succès radio. Après la sortie de l'album, Bohemia Suburbana embarque dans une tournée passant par le Guatemala, Porto Rico, et les États-Unis.
En 1996, Alex Lobos quitte le groupe. En 1997, à cause du stress et d'une mauvaise gestion, le groupe arrête de jouer, chacun des membres se consacrant à ses projets. Le groupe se réunit en 1999 pour un concert de réunion. Entretemps, sort Remixes y la emergencia de las circunstancias chez RadioVox. Le concert de réunion se passe à la vieja plaza de toros àn Guatemala City. Avec le succès de ce concert, les membres décident de rester ensemble et de s'atteler à de nouveaux morceaux. Avec les recettes du concert, le groupe voyage vers Madrid, en Espagne, pour passer du temps à étudier les musiques espagnoles. En ce temps, Juancarlos Barrios quitte Bohemia Suburbana, et le groupe revient au Guatemala.

### SubetBohemia Suburbana
En 2001, Bohemia Suburbana sort un nouvel album intitulé Sub. L'album est auto-produit et publié sous le label Strip Records. Álvaro Rodriguez devient le guitare soliste et le groupe recrute Rudy Bethancourt aux claviers et à la guitare rythmique. De son côté, le colombien Alejandro Duque devient batteur. Le groupe tourne au Guatemala, en Amérique centrale et aux États-Unis. Le groupe enregistre aussi le clip du morceau El Grito.
En mars 2002, Bohemia Suburbana délèbre son dixième anniversaire en jouant une série de concerts au Guatemala. Ces concerts sont enregistrés et publiés comme album live en 2003, intitulé Aqui diez años... en vivo!, au label Strip Records. L'album comprend des nouvelles versions des morceaux En el jardín et Bolsas de té.
En 2004, le groupe se met en pause.
En mai 2007, avec le soutien de leur producteur et de leurs vieux amis, Bohemia Suburbana se réunit à Miami, en Floride. Pendant un mois, ils se consacrent à l'enregistrement d'un album. Au début de 2008, le groupe quelques concerts à Porto Rico.
Leur quatrième album, Bohemia Suburbana, est publié en janvier 2010 chez Warner Music Latina, et nomme pour le prix du « meilleur album de rock » aux Latin Grammys, mais perd face à Fuerza natural de Gustavo Cerati.

### Imaginaria Sonora
En 2015, Bohemia Suburbana se réunit pour un cinquième album. Ils attirent l'attention du producteur Phil Vinall, qui traversait le Guatemala pour enregistrer quelques morceaux, avant de convier le groupe aux Sonic Ranch Studios, au Texas. Imaginaria Sonora es par la suite publié.

## Discographie

### Albums studio
- 1994 : Sombras en el jardín
- 1997 : Mil Palabras con sus dientes
- 2000 : Remixes y la emergencia de la circunstancia
- 2001 : Sub
- 2010 : Bohemia Suburbana
- 2015 : Imaginaria sonora

### Album live
- 2003 : Aquí diez años... en vivo!

## Vidéographie
- Tengo que llegar[5]
- Mal sabor[6]
- Pero nadie[7]